# Cápsulas del Tiempo Westinghouse

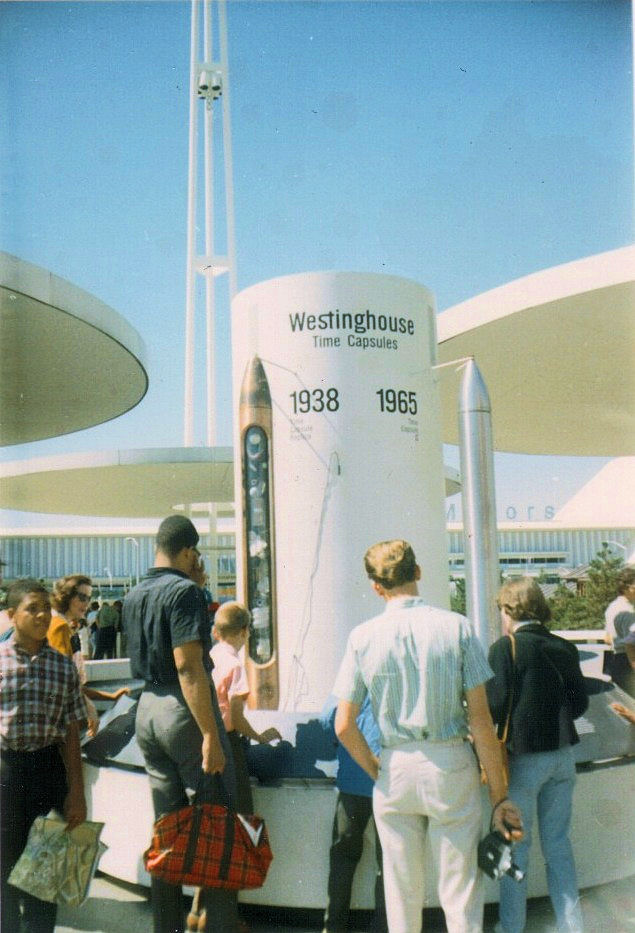
Westinghouse's 1964–65
World's Fair time capsule exhibit

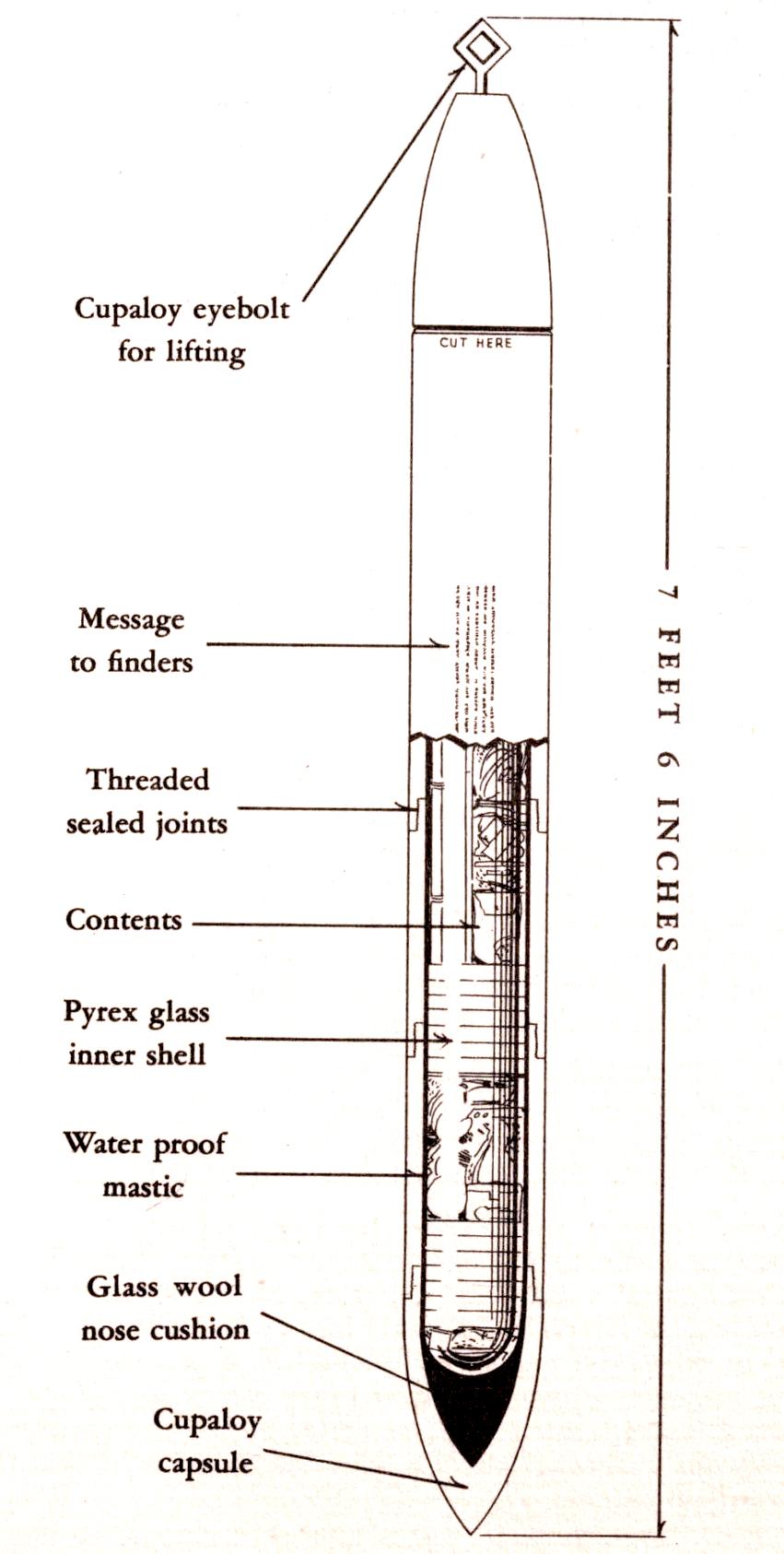
1939 Time Capsule sketch

Las Cápsulas del Tiempo Westinghouse son dos cápsulas del tiempo preparadas por  Westinghouse Electric & Manufacturing Company (posteriormente Westinghouse Electric Corporation). Una se fabricó en 1939 y la otra en 1965. Están llenas de artículos contemporáneos utilizados en el modo de vida del siglo XX en Estados Unidos. Los artículos están destinados a personas del 7º milenio (~ año 6900) para recibir por importancia histórica.
Las cápsulas son tubos metálicos no corrosivos especialmente diseñados de 90 pulgadas de largo y unas nueve pulgadas de diámetro. Los tubos se fabricaron teniendo en cuenta las propiedades eléctricas de los electrodos que mejoraban las características de la composición química metálica única de cada tubo. Cada uno de ellos estaba formulado para resistir la corrosión con el paso del tiempo, en lugar de dejar que se convirtiera en polvo. Las cápsulas se enterraron a quince metros de profundidad en el Flushing Meadows Park, cerca de la ciudad de Nueva York, y están colocadas a unos tres metros de distancia.
Se entregaron Libros de registro sobre estas cápsulas del tiempo a miles de bibliotecas, museos y Otros depósitos de todo el mundo para preservar el conocimiento de su existencia. Se incluía la información de que no debían abrirse antes del séptimo milenio y dónde podían localizarse. Los duplicados del contenido de los objetos guardados para estas personas del futuro se encuentran actualmente en un museo de historia de los Estados Unidos.

## Antecedentes
Westinghouse Electric & Manufacturing Company preparó cápsula del tiempo para dos ferias mundiales. Ambas están enterradas a 15 metros bajo Flushing Meadows-Corona Park, el lugar donde se celebraron las ferias. La Cápsula del Tiempo I se creó para la Feria Mundial de Nueva York de 1939 y la Cápsula del Tiempo II se creó para la Feria Mundial de Nueva York de 1964. La segunda cápsula se coloca tres metros al norte de la primera. Las cápsulas están llenas de objetos físicos de esa época de interés social y científico. Se abrirán al mismo tiempo en el año 69.
El publicista neoyorquino George Edward Pendray era redactor de Literary Digest cuando en 1936 entrevistó a Thornwell Jacobs, organizador de la milenaria de objetos de la Universidad de Oglethorpe. A continuación, publicó un artículo sobre esto en su revista de octubre. Westinghouse tomó entonces este concepto y comenzó a desarrollar en 1938 su Cápsula del Tiempo de Cupaloy para la Feria Mundial de Nueva York de 1939.

## Construcción
Las cápsulas del tiempo tienen forma de bala, miden 90 pulgadas (2,3 m) de longitud y tienen una carcasa exterior de unos 8,75 pulgadas (22,2 cm) de diámetro. La Cápsula del Tiempo I pesa alrededor de 800 libras (362,9 kg), mientras que la Cápsula del Tiempo II pesa alrededor de 400 libras (181,4 kg). La Cápsula del Tiempo I estaba hecha de una aleación no ferrosa aleación llamada Cupaloy, creada especialmente para este proyecto. Diseñada para resistir la corrosión durante 5.000 años, la aleación estaba compuesta por un 99,4% de cobre, un 0,5% de cromo y un 0,1% de plata. Westinghouse afirma que Cupaloy tiene la misma fuerza que el acero, pero resistirá la mayor parte de la corrosión durante miles de años porque se convierte en un ánodo en las reacciones electrolíticas, recibiendo depósitos en lugar de consumirse como la mayoría de los metales que contienen hierro.
La Cápsula del Tiempo II estaba hecha de un metal de acero inoxidable llamado Kromarc. Los Laboratorios de Investigación de Westinghouse determinaron, con extensas pruebas químicas, que esta nueva aleación de acero súper inoxidable resistiría la corrosión, de forma muy similar a la aleación utilizada para la Cápsula del Tiempo I. El Kromarc es una aleación de hierro, níquel, cromo, manganeso, molibdeno y trazas de otros elementos. El contenido de las cápsulas del tiempo estaba sellado dentro de una envoltura de vidrio aislada y hermética con un diámetro interior de 6,5 pulgadas (16,5 cm) y una longitud de unos 81 pulgadas (205,7 cm). El interior de la envoltura de vidrio de la Cápsula I estaba lleno de nitrógeno. La Cápsula II, que pesaba 300 libras, estaba llena del gas inerte argón.

## Contenido de la cápsula

### 1939 Cápsula del Tiempo I
Entre los 35 objetos pequeños y cotidianos colocados dentro de la Cápsula del Tiempo I había una pluma estilográfica y un juego de bloques de letras. La Cápsula del Tiempo I también contenía 75 tipos de tejidos, metales y plásticos. La literatura moderna, el arte contemporáneo y las noticias del siglo XX se registraron en un microfilm "Microarchivo" para colocarlo en la Cápsula del Tiempo I; el "Microarchivo" contiene más de diez millones de palabras y mil imágenes, y cuenta con un pequeño microscopio para su visualización. También se incluyen instrucciones para fabricar un gran visor de microfilmes y un proyector de imágenes en movimiento para los noticiarios.

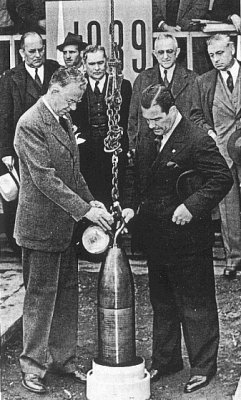
Cápsula del Tiempo I

También se incluían en la cápsula ejemplares de la revista Life, un muñeco kewpie, un dólar de cambio, un paquete de cigarrillos Camel, un noticiario de 15 minutos de RKO Pathe Pictures, un sombrero de Lilly Daché, y millones de palabras de texto puestas en rollos de microfilm que incluían un catálogo de Sears Roebuck, un diccionario y un almanaque. En la cápsula del tiempo se colocaron diversas semillas, como trigo, maíz, avena, tabaco, algodón, lino, arroz, soja, alfalfa, remolacha azucarera, zanahorias y cebada. Los artículos orgánicos (por ejemplo, las semillas) se colocaron en frascos de vidrio sellados.
Pendray supervisó los artículos de la cápsula que fueron seleccionados para relatar la vida del siglo XX en los Estados Unidos. Durante el embalaje del contenido, bajo la dirección de los representantes de la Oficina Nacional de Normas de Estados Unidos, se examinó cada objeto para determinar si se podía esperar que durara 5.000 años. El antropólogo Clark David Wissler envió a Pendray una carta en la que consideraba que la mayoría de las cosas estaban bien representadas en un borrador de la lista de los objetos que irían en la cápsula del tiempo, excepto quizás la de una máquina de coser y las ceremonias dignas de mención (es decir, religiosas, bodas). Rose Arnold Powell, conocida por intentar que Susan B. Anthony estuviera representada en el Monte Rushmore, envió a Pendray un telegrama en el que le pedía que consiguiera una aportación de la activista del sufragio femenino Carrie Chapman Catt. A continuación, añadió la única página manuscrita a lápiz de la cápsula, en la que se enumeraban los elementos que representaban las mujeres del siglo XX, como los tratados de preparación culinaria y las hazañas de las mujeres señaladas en los almanaques mundiales y en las películas. Se tuvo cuidado de seleccionar elementos que no fueran reactivos y que no se descompusieran en gases o ácidos perjudiciales.

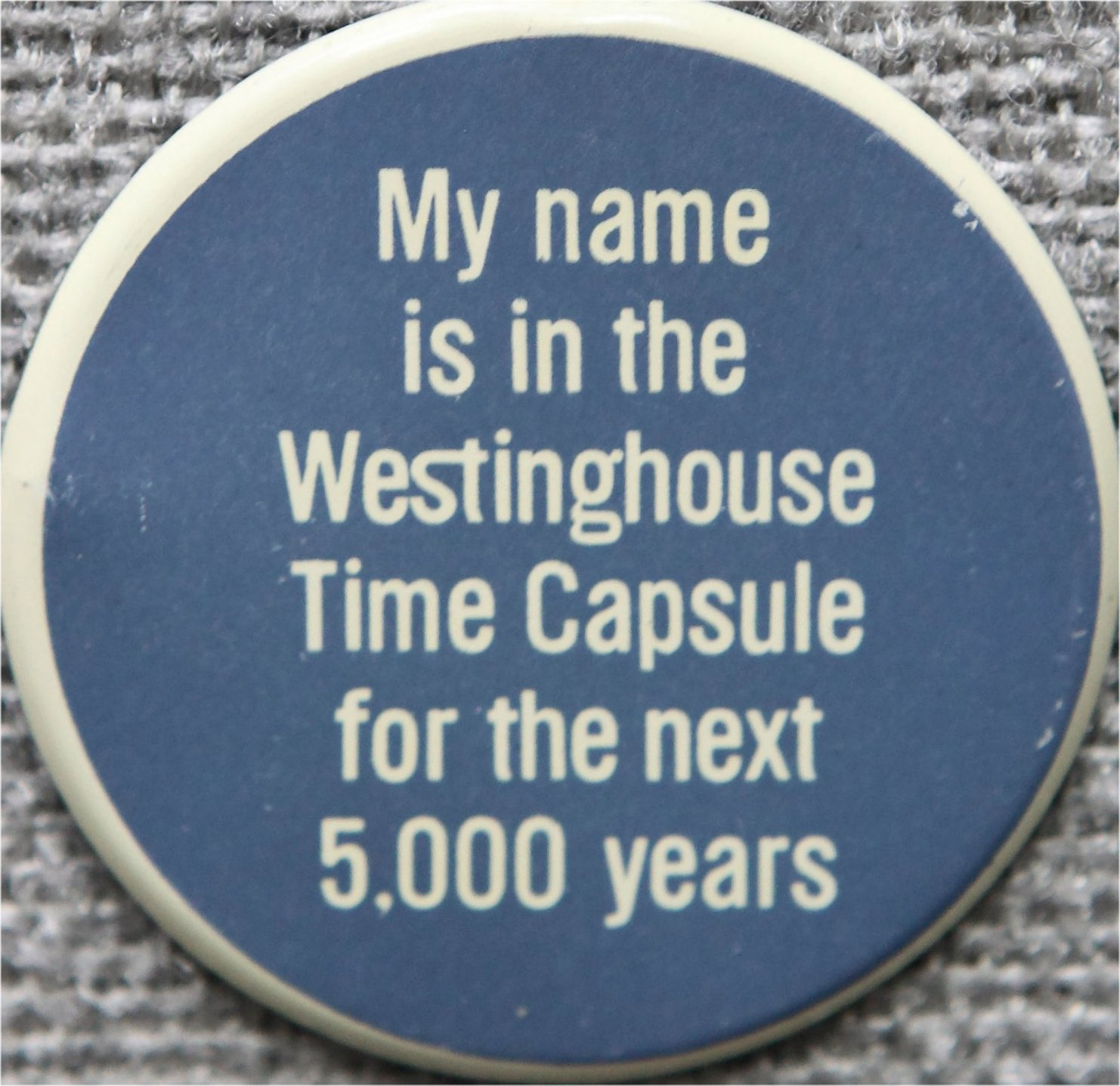
Pin del libro de visitas

En el interior de la Cápsula del Tiempo I se colocaron cinco categorías de objetos.
- Pequeños artículos de uso común
- Textiles y materiales
- Ensayo en microfilm
- Noticiario RKO
- Artículos varios[15]

### 1965 Cápsula del Tiempo II
En la Cápsula II se colocaron cinco categorías principales de objetos:
- Artículos de uso común
- Energía atómica
- Desarrollos científicos
- Espacio
- Otros[16][17][18]

La categoría "otros" incluía imágenes de un libro de visitas firmado por los visitantes del pabellón de Westinghouse en la feria de 1964. Los firmantes recibían pins de hojalata, de unos 1,2 pulgadas (30,5 mm) de ancho (más o menos del tamaño de un pieza de cincuenta centavos), que decían: Mi nombre está en la Cápsula del Tiempo de Westinghouse para los próximos 5.000 años.  Las páginas del libro se fotografiaron en microfilm de acetato y el rollo de película se colocó en la cápsula del tiempo para las personas del siglo setenta que abran la cápsula y encuentren todo el contenido del siglo veinte. Se calcula que se recogieron unas 750.000 firmas. La primera fue la del presidente de los Estados Unidos Lyndon B. Johnson. La firma del Papa Pablo VI se encontraba entre las firmas de personas notables que firmaron el libro de visitas de Westinghouse.

## Libro de registro
El contenido de la Cápsula del Tiempo I fue registrado en un Libro de Registro de la Cápsula del Tiempo de Cupaloy. El propósito de este libro es preservar el conocimiento de la existencia de la cápsula del tiempo durante 5.000 años, y proporcionar ayuda a la gente del año 6939 para localizarla y recuperarla. Se distribuyeron más de 3000 ejemplares del libro a museos, monasterios y bibliotecas de todo el mundo. Para evitar confusiones sobre la cápsula del tiempo de 1965, se envió un suplemento anunciando la Cápsula del Tiempo II a los 3000 depositarios originales de la edición de 1938.
Si se pierden los métodos actuales para determinar el tiempo, las generaciones futuras podrán calcular la edad de las cápsulas del tiempo utilizando datos astronómicos. En el año 1939, hubo dos eclipses de luna, que cayeron el tres de mayo y el veintiocho de octubre. También hubo dos eclipses de sol, un eclipse anular el diecinueve de abril, la trayectoria del eclipse anular rozando el polo norte de la tierra, y un eclipse total el doce de octubre, la trayectoria total cruzando cerca del polo sur. Las heliocéntricas longitudes de los planetas el primero de enero a las cero horas del hora de Greenwich eran las siguientes:
| Planeta - Mercurio - Venus - Tierra - Marte - Júpiter - Saturno - Urano - Neptuno - Plutón | grados 175 124 99 192 339 17 46 171 120 | minutos 55 43 40 4 12 30 23 32 17 | segundos 42 32 29 2 22 45 31 3 0 |

La posición media de la Estrella del Norte Polaris (Alpha Ursae Minoris) el primero de enero fue de Ascensión Recta, 1 hora, 41 minutos, 59 segundos; distancia del Polo Norte, 1 grado, 1 minuto y 33,8 segundos. Los astrónomos de principios del siglo XX determinaron que es poco probable que tal combinación de eventos astronómicos se repita durante muchos miles de años. Se cree que esta información permitirá a las personas del futuro determinar el número de años que han transcurrido desde que la cápsula fue enterrada, calculando hacia atrás desde su época.

## Localización de las dos cápsulas del tiempo

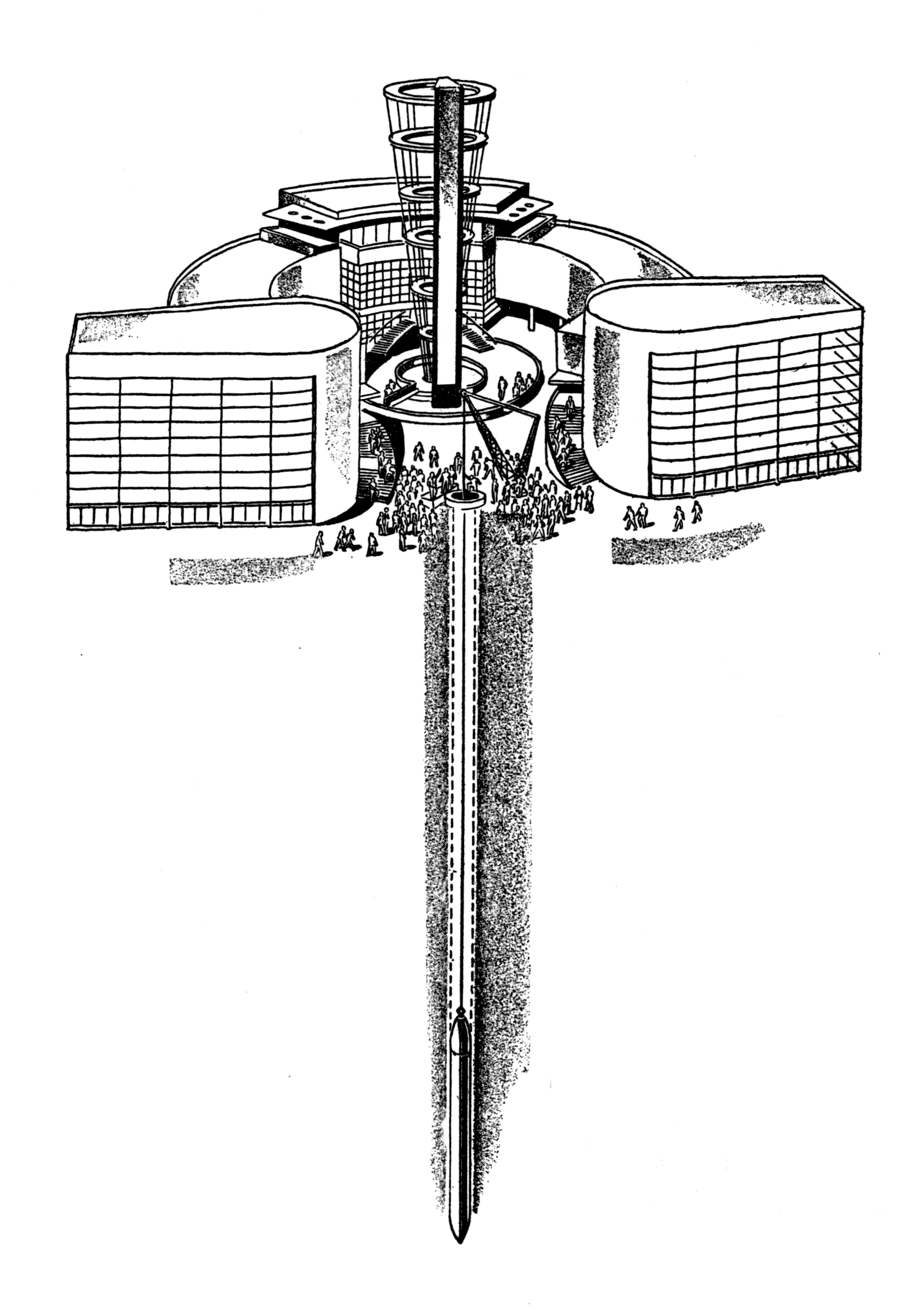
1939 Westinghouse exhibit

La Cápsula del Tiempo I fue bajada al mediodía del 23 de septiembre de 1938, el momento preciso del Equinoccio de otoño. Las coordenadas de latitud y longitud de su lugar de enterramiento, determinadas por el U.S. National Geodetic Survey, se registraron en el Book of Record como 40°44′34.09″N 73°50′43.84″O / 40.7428028, -73.8455111 dentro de 1 pulgada (2,5 cm). Es probable que la cápsula del tiempo se mueva vertical u horizontalmente por razones geológicas, por lo que se proporcionó un método alternativo de campo electromagnético. Este método consiste en construir un bucle de cable 10 pies (3 m) de diámetro y poner una corriente alterna (entre 1000 y 5000 hercios) a través de él con una potencia de al menos 200 vatios. Un bucle de cable secundario, de aproximadamente 1 pie (0,3 m) de diámetro, detectará un "campo de distorsión", indicando así la ubicación exacta de las dos cápsulas de tiempo de aleación metálica, suponiendo que no haya otros objetos metálicos grandes en las proximidades.
Al finalizar la Feria Mundial de 1965, se instaló un monumento de granito "centinela permanente" de siete toneladas, fabricado por la Rock of Ages Corporation. El pozo 50 pies (15,2 m) se rellenó con brea, hormigón y tierra, y el monumento se colocó para marcar la posición en la que están enterradas las dos cápsulas del tiempo.
La elevación de Flushing Meadows es de aproximadamente 7 pies sobre el nivel del mar. Se estima que, sin intervención humana, esta zona estará bajo el agua en 5000 años debido al cambio climático global.

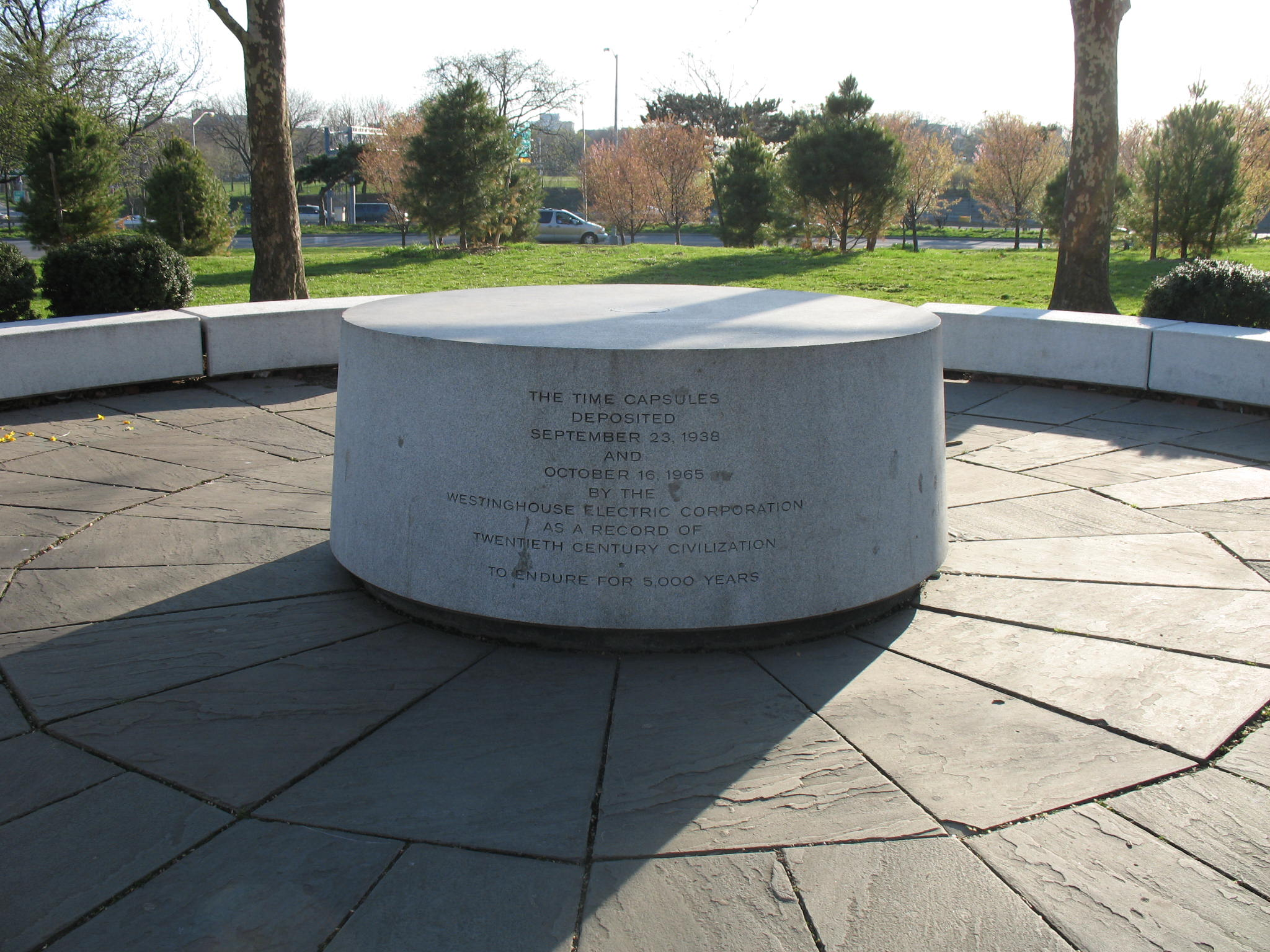
Monumento a la cápsula del tiempo (lejos)

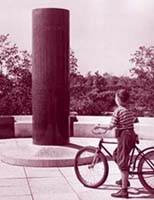
1939 Marcador de la cápsula del tiempo de Westinghouse

## Mensajes
El Libro de Registro, cuya copia fue microfilmada y colocada dentro de la Cápsula del Tiempo I, contiene mensajes escritos de tres importantes hombres de la época:
El mensaje de Albert Einstein,

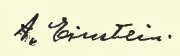

"Our time is rich in inventive minds, the inventions of which could facilitate our lives considerably. We are crossing the seas by power and utilise power also in order to relieve humanity from all tiring muscular work. We have learned to fly and we are able to send messages and news without any difficulty over the entire world through electric waves. However, the production and distribution of commodities is entirely unorganised so that everybody must live in fear of being eliminated from the economic cycle, in this way suffering for the want of everything. Further more, people living in different countries kill each other at irregular time intervals, so that also for this reason any one who thinks about the future must live in fear and terror. This is due to the fact that the intelligence and character of the masses are incomparably lower than the intelligence and character of the few who produce some thing valuable for the community. I trust that posterity will read these statements with a feeling of proud and justified superiority"
(en español: Nuestra época es rica en mentes inventivas, cuyos inventos podrían facilitarnos la vida considerablemente. Estamos cruzando los mares por medio de la energía y utilizamos la energía también para aliviar a la humanidad de todo el agotador trabajo muscular. Hemos aprendido a volar y somos capaces de enviar mensajes y noticias sin ninguna dificultad por todo el mundo a través de las ondas eléctricas. Sin embargo, la producción y distribución de productos básicos está totalmente desorganizada, de modo que todo el mundo debe vivir con el temor de ser eliminado del ciclo económico, sufriendo así por la falta de todo. Además, las personas que viven en diferentes países se matan entre sí en intervalos de tiempo irregulares, de modo que también por esta razón cualquiera que piense en el futuro debe vivir con miedo y terror. Esto se debe a que la inteligencia y el carácter de las masas son incomparablemente más bajos que la inteligencia y el carácter de los pocos que producen algo valioso para la comunidad. Confío en que la posteridad leerá estas declaraciones con un sentimiento de orgullosa y justificada superioridad.)

Mensaje de Robert Andrews Millikan,

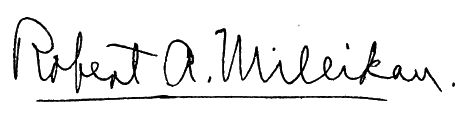

"At this moment, August 22, 1938, the principles of representative ballot government, such as are represented by the governments of the Anglo-Saxon, French, and Scandinavian countries, are in deadly conflict with the principles of despotism, which up to two centuries ago had controlled the destiny of man throughout practically the whole of recorded history. If the rational, scientific, progressive principles win out in this struggle there is a possibility of a warless, golden age ahead for mankind. If the reactionary principles of despotism triumph now and in the future, the future history of mankind will repeat the sad story of war and oppression as in the past"
(en español: En este momento, 22 de agosto de 1938, los principios del gobierno representativo por votación, como los que representan los gobiernos de los países anglosajones, franceses y escandinavos, están en conflicto mortal con los principios del despotismo, que hasta hace dos siglos habían controlado el destino del hombre a lo largo de prácticamente toda la historia registrada. Si los principios racionales, científicos y progresistas triunfan en esta lucha, existe la posibilidad de que la humanidad viva una época dorada y sin guerras. Si los principios reaccionarios del despotismo triunfan ahora y en el futuro, la historia futura de la humanidad repetirá la triste historia de la guerra y la opresión como en el pasado).

Mensaje de Thomas Mann,

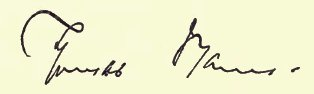

"We know now that the idea of the future as a "better world" was a fallacy of the doctrine of progress. The hopes we center on you, citizens of the future, are in no way exaggerated. In broad outline, you will actually resemble us very much as we resemble those who lived a thousand, or five thousand, years ago. Among you too the spirit will fare badly. It should never fare too well on this earth, otherwise men would need it no longer. That optimistic conception of the future is a projection into time of an endeavor which does not belong to the temporal world, the endeavor on the part of man to approximate to his idea of himself, the humanization of man. What we, in this year of Our Lord 1938, understand by the term "culture" a notion held in small esteem today by certain nations of the western world is simply this endeavor. What we call the spirit is identical with it, too. Brothers of the future, united with us in the spirit and in this endeavor, we send our greetings."
(en español: Ahora sabemos que la idea del futuro como un "mundo mejor" era una falacia de la doctrina del progreso. Las esperanzas que centramos en vosotros, ciudadanos del futuro, no son en absoluto exageradas. A grandes rasgos, ustedes se parecerán mucho a nosotros como nosotros nos parecemos a los que vivieron hace mil o cinco mil años. También entre ustedes, el espíritu se verá perjudicado. Nunca debe ir demasiado bien en esta tierra, pues de lo contrario los hombres ya no lo necesitarían. Esa concepción optimista del futuro es una proyección en el tiempo de un esfuerzo que no pertenece al mundo temporal, el esfuerzo del hombre por aproximarse a su idea de sí mismo, la humanización del hombre. Lo que nosotros, en este año de Nuestro Señor de 1938, entendemos por el término "cultura", una noción que ciertas naciones del mundo occidental tienen hoy en poca estima, es simplemente este esfuerzo. Lo que llamamos el espíritu es también idéntico a él. Hermanos del futuro, unidos a nosotros en el espíritu y en este empeño, os enviamos nuestros saludos.)

El término "cápsula del tiempo" fue acuñado por Pendray para la exposición de Westinghouse en la Feria Mundial de 1939 en la ciudad de Nueva York para los objetos de la época colocados en un tubo para las personas del futuro.

## Inscripción en las cápsulas del tiempo
El exterior de la cápsula del tiempo de 1938 lleva troquelado este mensaje para cualquiera que pueda tropezar con ella antes del año de apertura previsto, el 6939.

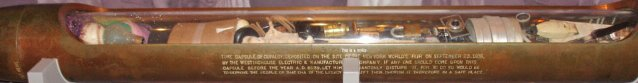

TIME CAPSULE OF CUPALOY, DEPOSITED ON THE SITE OF THE NEW YORK WORLD'S FAIR ON SEPTEMBER 23,1938,
BY THE WESTINGHOUSE ELECTRIC & MANUFACTURING COMPANY. IF ANYONE SHOULD COME UPON THIS CAPSULE
BEFORE THE YEAR A. D. 6939 LET HIM NOT WANTONLY DISTURB IT, FOR TO DO SO WOULD BE TO DEPRIVE THE
PEOPLE OF THAT ERA OF THE LEGACY HERE LEFT THEM. CHERISH IT THEREFORE IN A SAFE PLACE

(en español: CÁPSULA DE TIEMPO DE CUPALOY, DEPOSITADA EN EL SITIO DE LA FERIA MUNDIAL DE NUEVA YORK EL 23 DE SEPTIEMBRE DE 1938,
 POR LA COMPAÑÍA WESTINGHOUSE ELECTRIC & MANUFACTURING. SI ALGUIEN SE ENCUENTRA CON ESTA CÁPSULA ANTES DEL AÑO 6939, NO SE DEBE PERJUDICAR, porque hacerlo sería privar a la gente de esa época del legado que les dejó. Por lo tanto, guárdalo en un lugar seguro)
El exterior de la cápsula del tiempo de 1965 no tiene ningún mensaje. Un duplicado exacto de los artículos de la cápsula reside en el Centro de Historia Heinz junto a una réplica de la cápsula del tiempo I.

## Las lenguas del futuro
El Libro de registro pide que su contenido se traduzca a nuevas lenguas a medida que se desarrollen. Contiene una clave con ilustraciones ideada por el Dr. John P. Harrington de la Smithsonian Institution para ayudar a los futuros arqueólogos con el idioma inglés, ya que se consideraba que los idiomas existentes podrían perderse. También incluye una ilustración que muestra exactamente dónde se forman cada uno de los 33 sonidos del inglés de 1938 en la cavidad oral en lo que el Dr. Harrington denomina "mapa bucal". " 
| . |  | . |

|  |  |  |

## Lectura adicional
- Libro oficial de recuerdos. New York World's Fair 1964/1965. Time Life, Inc. 1964.
- Guía oficial de la Feria Mundial de Nueva York 1964/1965. Time-Life Books. Time Life, Inc. 1964.
- Guía oficial de la Feria Mundial de Nueva York de 1965. All New for 1965. Time-Life Books. Time Life, Inc. 1965.
- Jarvis, William Cápsulas de tiempo: A Cultural History (2002) ISBN 0-7864-1261-5
- Jacobs, Thornwell Retírese Dr. Jacobs: La autobiografía de un autócrata. Atlanta, 1945.
- Hilton, Suzanne "Here Today and Gone Tomorrow. The Story of World's Fairs and Expositions. Westminster Press Books. 1978
- Westinghouse Time Capsule I video en color con detalles del contenido (circa 1939) de YouTube. Vídeo no disponible en los Estados Unidos.
- Película del New York Times sobre el contenido de la Cápsula del Tiempo II de Westinghouse en la Feria Mundial de Nueva York de 1964.
- Película del Newsreel sobre el descenso de la Cápsula del Tiempo II de Westinghouse a su lugar de descanso a 15 metros bajo Flushing Meadows, 16 de octubre de 1965.